# Niklas Hagman
Niklas Hagman (Espoo, 1979. december 5. –) finn profi jégkorongozó.

## Karrier
Komolyabb junior karrierjét a finn HIFK csapatában kezdte 1997–1998-ban és a következő szezon közben a Kiekko-Espoo csapatába igazolt. 1999–2000-ben a Kärpät Ouluba igazolt de a felnőtt csapatban csak 2000-ben mutatkozott be. Az 1999-es NHL-drafton a Florida Panthers választotta ki a harmadik kör 70. helyén. 2001-ben már az NHL-ben játszott A floridai alakulatban. Egészen 2005 végéig játszott itt majd elcserélték egy hetedik körös draftjogért cserébe a Dallas Starsszal. A Dallasban 2008-ig szerepelt. 2008. február 28-án ütötte az első NHL-es mesterhármasát a Chicago Blackhawks ellen. 2008. július 1-jén a Toronto Maple Leafs-hez igazolt egy négy évre szóló szerződés értelmében. 2009. március 28-án ütötte a 100. NHL-es gólját a Boston Bruins ellen. 2010. január 31-én egy nagyszabású csere keretében Jamal Mayersszel, Matt Stajannel és Ian White-tal együtt átkerült a Calgary Flamesbe Dion Phaneufért, Fredrik Sjöströmért és Keith Aulie-ért.

## Nemzetközi szereplés
Első nemzetközi szereplése az 1998-as junior jégkorong-világbajnokságon volt és aranyérmesek lett hazai a közönség előtt. A következő évben szintén részt vett a junior világbajnokságon. Meghívást kapott a 2002. évi téli olimpiai játékokra és még ugyan abban az évben az első felnőtt világbajnokságán is részt vett, ahol kikaptak a svédektől a bronzmérkőzésen. Játszhatott a 2003-as, 2004-es, 2005-ös világbajnokság. A három világbajnokság között képviselte hazáját a 2004-es jégkorong-világkupán. A 2006. évi téli olimpiai játékokon ezüstérmes lett a finn válogatott-tal. A következő világbajnoksága csak a 2009-es jégkorong-világbajnokság volt. A 2010. évi téli olimpiai játékokon bronzérmes lett.

## Karrier statisztika
| 1997–1998            | HIFK                 | SM-liiga             | 8   | 1   | 0   | 1   | —   | 0   | —  | —  | — | —  | —  | —  |
| 1998–1999            | HIFK                 | SM-liiga             | 18  | 1   | 2   | 3   | —   | 14  | —  | —  | — | —  | —  | —  |
| 1998–1999            | Kiekko-Espoo         | SM-liiga             | 14  | 1   | 1   | 2   | —   | 2   | —  | —  | — | —  | —  | —  |
| 1999–2000            | Kärpät               | Mestis               | 41  | 17  | 18  | 35  | —   | 12  | 7  | 4  | 2 | 6  | —  | 0  |
| 2000–2001            | Kärpät               | SM-liiga             | 56  | 28  | 18  | 46  | —   | 32  | 8  | 3  | 1 | 4  | —  | 0  |
| 2001–2002            | Florida Panthers     | NHL                  | 78  | 10  | 18  | 28  | -6  | 8   | —  | —  | — | —  | —  | —  |
| 2002–2003            | Florida Panthers     | NHL                  | 80  | 8   | 15  | 23  | -8  | 20  | —  | —  | — | —  | —  | —  |
| 2003–2004            | Florida Panthers     | NHL                  | 75  | 10  | 13  | 23  | -5  | 22  | —  | —  | — | —  | —  | —  |
| 2004–2005            | HC Davos             | NLA                  | 44  | 17  | 22  | 39  | —   | 20  | 15 | 10 | 7 | 17 | —  | 6  |
| 2005–2006            | Florida Panthers     | NHL                  | 30  | 2   | 4   | 6   | -8  | 2   | —  | —  | — | —  | —  | —  |
| 2005–2006            | Dallas Stars         | NHL                  | 51  | 5   | 8   | 13  | -2  | 14  | 5  | 2  | 1 | 3  | -1 | 4  |
| 2006–2007            | Dallas Stars         | NHL                  | 82  | 17  | 12  | 29  | +3  | 34  | 7  | 0  | 1 | 1  | -1 | 10 |
| 2007–2008            | Dallas Stars         | NHL                  | 82  | 27  | 14  | 41  | +4  | 51  | 18 | 2  | 1 | 3  | +3 | 14 |
| 2008–2009            | Toronto Maple Leafs  | NHL                  | 65  | 22  | 20  | 42  | -5  | 4   | —  | —  | — | —  | —  | —  |
| 2009–2010            | Toronto Maple Leafs  | NHL                  | 55  | 20  | 13  | 33  | -3  | 23  | —  | —  | — | —  | —  | —  |
| 2009–2010            | Calgary Flames       | NHL                  | 27  | 5   | 6   | 11  | -1  | 2   | —  | —  | — | —  | —  | —  |
| 2010–2011            | Calgary Flames       | NHL                  | 71  | 11  | 16  | 27  | -2  | 24  | —  | —  | — | —  | —  |    |
| 2011–2012            | Calgary Flames       | NHL                  | 8   | 1   | 3   | 4   | 3   | 2   | —  | —  | — | —  | —  | —  |
| 2011–2012            | Anaheim Ducks        | NHL                  | 63  | 8   | 11  | 19  | -10 | 12  | —  | —  | — | —  | —  | —  |
| NHL összesített      | NHL összesített      | NHL összesített      | 770 | 147 | 154 | 301 | -40 | 220 | 30 | 4  | 3 | 7  | +1 | 28 |
| SM-liiga összesített | SM-liiga összesített | SM-liiga összesített | 96  | 31  | 21  | 52  | —   | 48  | 8  | 3  | 1 | 4  | —  | 0  |
| NLA összesített      | NLA összesített      | NLA összesített      | 44  | 17  | 22  | 39  | —   | 20  | 15 | 10 | 7 | 17 | —  | 6  |

## Nemzetközi statisztika
| Év           | Csapat       | Esemény      |    | MSz | G  | A  | P  | B |
| ------------ | ------------ | ------------ | -- | --- | -- | -- | -- | - |
| 1998         | Finnország   | JVB          | 7  | 4   | 1  | 5  | 0  |   |
| 1999         | Finnország   | JVB          | 6  | 3   | 5  | 8  | 2  |   |
| 2002         | Finnország   | Olim         | 4  | 1   | 2  | 3  | 0  |   |
| 2002         | Finnország   | VB           | 9  | 5   | 2  | 7  | 2  |   |
| 2003         | Finnország   | VB           | 7  | 2   | 1  | 3  | 14 |   |
| 2004         | Finnország   | VB           | 5  | 0   | 0  | 0  | 0  |   |
| 2004         | Finnország   | VK           | 5  | 1   | 0  | 1  | 2  |   |
| 2005         | Finnország   | VB           | 7  | 2   | 0  | 2  | 2  |   |
| 2006         | Finnország   | Olim         | 8  | 0   | 1  | 1  | 2  |   |
| 2009         | Finnország   | VB           | 7  | 1   | 5  | 6  | 0  |   |
| 2010         | Finnország   | Olim         | 6  | 4   | 2  | 6  | 2  |   |
| Junior össz  | Junior össz  | Junior össz  | 13 | 7   | 6  | 13 | 2  |   |
| Felnőtt össz | Felnőtt össz | Felnőtt össz | 58 | 16  | 13 | 29 | 24 |   |

## Díjai
- Olimpiai ezüstérem: 2006
- Olimpiai bronzérem: 2010